# Umweltschädliche Subventionen
Als umweltschädliche Subvention (englisch environmentally harmful subsidy) werden Subventionen aus öffentlichen Mitteln bezeichnet, die Umweltschäden fördern, weil sie sich beispielsweise negativ auf die Naturgüter Klima, Luft, Boden, Wasser und Artenvielfalt auswirken oder den Verbrauch von Rohstoffen fördern.
Aus einem 2021 veröffentlichten Bericht der Vereinten Nationen geht hervor, dass insgesamt 87 Prozent der Agrarsubventionen weder sozial verträglich noch umweltfreundlich seien und fordern daher eine grundlegende Umverteilung der weltweit ausgezahlten Milliarden-Hilfen in der Landwirtschaft. Die Höhe der umwelt- und klimaschädlichen Subventionen verdoppelte sich zwischen 2020 und 2022 weltweit auf etwa 2,5 Prozent der Gesamtwirtschaftsleistung.
Das deutsche Umweltbundesamt gab bekannt, 2018 seien im Bereich der als umweltschädlich wirkenden Subventionen (in Deutschland) insgesamt 65,4 Milliarden Euro ausgezahlt worden, fast die Hälfte davon in den Bereichen Verkehr und Transport.

## Art und Auswirkungen
Die Subventionen werden beispielsweise in Form von direkten Preissubventionen, von Kostenreduktion mittels Steuervergünstigungen oder als Zahlungen für Ökosystemdienstleistungen gewährt. Wichtige Sektoren sind Landwirtschaft, Fischerei, Forstwirtschaft, Energiesektor und Transport. Umweltschädliche Subventionen sorgen dann für eine höhere ökologische Belastung, als es ökonomisch optimal wäre.:12
Die Subventionen werden politisch beispielsweise damit begründet, finanziell Schwache zu unterstützen oder Wirtschaftswachstum zu befördern. Andere wurden als protektionistische Handelshemmnisse etabliert, um beispielsweise die Unabhängigkeit der Energie- oder Lebensmittelversorgung zu sichern.

## Internationale Politik und Organisationen
Die umweltschädlichen Subventionen nahmen zu, obwohl der Abbau umweltschädlicher Subventionen seit Beginn der 1990er-Jahre Teil der politischen Agenda ist und in verschiedenen internationalen Vereinbarungen vereinbart wurde:
- Das Kyoto-Protokoll fordert die Abschaffung von Subventionen, die die Reduktion von Treibhausgasen behindern.
- Im Rahmen der G20-Beschlüsse in Pittsburgh im September 2009 verpflichteten sich die Regierungschefs, Subventionen für fossile Energieträger, die den verschwenderischen Verbrauch fördern, mittelfristig auslaufen zu lassen.
- Die EU hat im Rahmen der Strategie Europa 2020 für die „Leitinitiative ressourcenschonendes Europa“ die Mitgliedsstaaten aufgefordert, umweltgefährdende Subventionen – außer für sozial benachteiligte Bevölkerungskreise – bis 2020 auslaufen zu lassen.
- Auch im Abschlussdokument der Rio+20 Konferenz im Jahr 2012 steht das Bekenntnis zum Abbau umweltschädlicher und ineffizienter Subventionen für fossile Energieträger und für die Fischerei.
- Innerhalb der von der Biodiversitätskonvention verabschiedeten Aichi-Ziele (auch die Schweiz ist Vertragsstaat der Biodiversitätskonvention) sieht Ziel 3 den schrittweisen Abbau von biodiversitätsschädlichen Anreizen und Subventionen bis spätestens 2020 vor.

Im Kontext internationaler Agrarsubventionen kritisiert ein Bericht der Vereinten Nationen, einerseits Schutzzölle und andererseits die Bevorzugung großer Agrar-Konzerne gegenüber bäuerlichen Kleinbetrieben. Die Landwirtschaft wird dabei als einer der Hauptverursacher für den Klimawandel genannt. Dabei leiden insbesondere Bauern und kleine bis mittelgroße Landwirtschaftsbetriebe am stärksten unter Folgeerscheinungen wie extremer Hitze, Dürre und Überschwemmungen.
Laut einem im Jahr 2019 veröffentlichten Bericht des Overseas Development Institute (ODI) sank die direkte Unterstützung für den Abbau von Braunkohle und Steinkohle durch die G20-Regierungen zwischen 2014 und 2017 zwar von 22 auf durchschnittlich 10 Milliarden US-Dollar pro Jahr. Im gleichen Zeitraum erhöhte sich die Unterstützung für Kraftwerke, insbesondere für den Bau von Kohlekraftwerken in anderen, oft ärmeren Ländern, von 17 auf 47 Milliarden US-Dollar pro Jahr. Im Jahr 2020 forderte das Europäische Parlament, dass die EU und die Mitgliedstaaten alle direkten und indirekten Subventionen für fossile Brennstoffe bis zum 31. Dezember 2025 abbauen müssten.
Im Jahr 2021 bat ein offener Brief von knapp 300 Wissenschaftlern die WTO darum, schädliche und zunehmende Fischereisubventionen abzuschaffen.
Im Jahr 2022 wurde auf der Weltnaturkonferenz in Montreal der Abbau umweltschädlicher Subventionen beschlossen.
Im Jahr 2022 erreichten die Subventionen der G20-Staaten für fossile Energieträger einem Bericht von BloombergNEF zufolge mit ca. 1,3 Billionen US-Dollar ein globales Allzeithoch und lagen damit auch erstmals überhaupt über einer Billion US-Dollar. Einer Studie des Internationalen Währungsfonds (IWF) zufolge flossen im Jahr 2022 weltweit 7 Billionen Dollar in Subventionen für fossile Energien. Infolge der Energiekrise, die durch den Russischen Überfall auf die Ukraine ausgelöst wurde, hatten viele Staaten fossile Energien subventioniert, um Endkundenpreise zu senken. Zudem wurden zahlreiche Maßnahmen eingeführt, die die IEA-Kriterien für fossile Subventionen nicht erfüllen, jedoch weitere 500 Milliarden Dollar an Beihilfen umfassen. Hierzu zählt z. B. der in Deutschland eingeführte Tankrabatt.
2024 stiegen die weltweiten umweltschädlichen Subventionen auf 2,6 Billionen US-Dollar – etwa 2,5 Prozent des Bruttoweltproduktes (BWP) – an, was einem Zuwachs von knapp einem Drittel gegenüber 2023 und einer Verdoppelung seit 2022 entspricht.

## Deutschland

### Bewertung der Umweltwirkung von Subventionen in Deutschland
Neben den vom Gesetzgeber gewünschten Wirkungen der Subventionen, wegen denen diese gezahlt werden, kann es immer zu anderen Wirkungen, darunter auch solchen auf die Umwelt kommen. Die Bundesregierung berichtet im Subventionsbericht der Bundesregierung über die Subventionen des Bundes und deren Wirkungen. Gemäß den erweiterten Subventionspolitischen Leitlinien sind alle Subventionen Gegenstand einer Nachhaltigkeitsprüfung. Diese erfolgt durch das jeweils fachlich federführenden Ministerium. Grundlage der Nachhaltigkeitsprüfung ist die Deutsche Nachhaltigkeitsstrategie. Entsprechend werden die langfristigen ökonomischen, ökologischen und sozialen Wirkungen der jeweiligen Subvention betrachtet. Im Bereich der Umweltpolitik fallen darunter z. B. der Klimaschutz und die Ressourcenschonung.

### Berechnungen des Umweltbundesamtes für Deutschland
Die umweltschädlichen Subventionen in Deutschland beliefen nach einer Studie des Umweltbundesamtes im Jahr 2018 auf 65,4 Mrd. Euro auf Bundesebene, ohne Zuschüsse durch Bundesländer und Kommunen. Die Kosten in diesem Bereich steigen nach wie vor, sie beliefen sich 2012 noch auf ca. 57 Mrd. Euro. und 2010 auf 52 Mrd. Euro, in den zuvor veröffentlichten UBA-Studien wurden 48 Mrd. für das Jahr 2008 und 42 Mrd. Euro im Jahr 2006 ausgewiesen. Das Umweltbundesamt aktualisiert seine Studie etwa alle zwei Jahre.
Aufschlüsselung 2018:
- 30,7 Mrd. Euro (47 Prozent) Verkehrssektor
- 25,5 Mrd. Euro (39 Prozent) Energiebereitstellung und -nutzung
- 5,9 Mrd. Euro (9 Prozent) Land- und Forstwirtschaft
- 3,3 Mrd. Euro (5 Prozent) Bau- und Wohnungswesen

Aufschlüsselung 2010:
- 21,6 Mrd. Euro betreffen den Energiesektor
  - davon 6,1 Mrd. Euro für CO2-Emissionsberechtigungen
  - davon 2,5 Mrd. Euro für Strom- und Energiesteuer Industrie / Landwirtschaft
  - davon 2,4 Mrd. Euro für Stein- und Braunkohle
  - davon 1,9 Mrd. Euro für Ökosteuer Industrie
- 24,4 Mrd. Euro entfielen auf den Verkehrssektor
  - davon 7,1 Mrd. Euro für Diesel[32]
  - davon 6,9 Mrd. Euro für Kerosin
  - davon 3,5 Mrd. Euro für die Umsatzsteuer-Befreiung von internationalen Flügen
  - davon 5,0 Mrd. Euro für die Entfernungspauschale
  - davon 1,0 Mrd. Euro für Biokraftstoffe
  - davon mindestens 0,5 Mrd. Euro für Dienstwagen

Im Bereich Land- und Forstwirtschaft sowie Fischerei lässt sich der Großteil der umweltschädlichen Subventionen nicht quantifizieren.
Der UBA-Bericht bewertet nur die Subventionen des Bundes. Durch Förderprogramme auf Landes- und kommunaler sowie auf EU-Ebene liegt das tatsächliche Volumen umweltschädlicher Subventionen in Deutschland deutlich höher.
Maria Krautzberger, Präsidentin des UBA: „Es ist keine nachhaltige Politik, wenn umweltschädliche Produktions- und Konsumweisen erst mit Milliarden subventioniert werden und dann weitere Milliarden aus dem Haushalt bereitgestellt werden müssen, um Schäden an Umwelt und Gesundheit wieder halbwegs zu kompensieren.“
In der Auswertung der umweltschädlichen Subventionen von 2018 wurden insbesondere die Steuerbefreiung von Flugbenzin, Steuervergünstigungen für Dieselbenzin (Dieselprivileg), die Befreiung internationaler Flüge von der Umsatzsteuer, die Vergünstigung für Dieselbenzin, die Pendlerpauschale und der geringe Mehrwertsteuersatz für tierische Produkte als kontraproduktiv bezeichnet.
Hinzu kommen einige Subventionen, die nicht nur umweltschädlich, sondern auch sozial ungerecht ist, da überwiegend Haushalte mit vergleichsweise höherem Einkommen davon profitieren, wie z. B. das Dienstwagenprivileg und die Wohnungsbauprämie.
Das Umweltbundesamt nutzt einen breiten Subventionsbegriff, dessen Ziel es ist, möglichst alle direkten und indirekten staatliche Hilfen darzulegen. Viele der vom Umweltbundesamt aufgelisteten Subventionen werden von Verfechtern eines engen Subventionsbegriffes abgelehnt. Von den 35 Steuervergünstigungen, die das Umweltbundesamt nennt, sind im vom Bundesfinanzministerium verfassten Subventionsbericht der Bundesregierung lediglich 11 aufgeführt. Auch die materielle Wirkung wird extrem unterschiedlich bewertet. Das Umweltbundesamt bewertet diese für 2021 mit 65,4 Milliarden Euro, der Subventionsbericht mit 5,7 Milliarden.

### Berechnungen des Forums Ökologisch-Soziale Marktwirtschaft
Das Forum Ökologisch-Soziale Marktwirtschaft hat im Jahr 2020 im Auftrag von Greenpeace eine Studie zu zehn klimaschädlichen Subventionen in Deutschland vorgenommen, darunter die Steuerbefreiung für Kerosin, niedrige Strompreise für die Industrie und die Entfernungspauschale. Ein Abbau dieser Subventionen würde ein Klimaschutzpotential von fast 100 Mio. t CO2 sowie potentiell fiskalische Einnahmen in Höhe von 46 Mrd. Euro aufweisen. Im zweiten Teil der zweiteiligen Studienreihe zur Untersuchung des Subventionsabbaus zehn besonders klimaschädlicher Subventionen in Deutschland analysierte das Forum Ökologisch-Soziale Marktwirtschaft die Verteilungswirkung des Subventionsabbaus.

### Berechnungen im Auftrag des Bundeswirtschaftsministeriums
Laut einer zunächst zurückgehaltenen Studie von Fraunhofer ISI, Öko-Institut, IfEU, Prognos und weiterer Forschungseinrichtungen im Auftrag des Bundesministeriums für Wirtschaft und Klimaschutz (BMWK) aus dem Jahr 2024 führen „35,8 Milliarden Euro [bundesdeutsche] Subventionen und weitere staatliche Begünstigungen [...] bis 2030 in den Sektoren Energie, Verkehr, Industrie und Landwirtschaft zu klimaschädlichen Emissionen in Höhe von 156 Millionen Tonnen CO2-Äquivalenten“, wobei mehr als zwei Drittel auf den Verkehrssektor entfielen. Von der Abschaffung würden demnach „Umwelt und Haushalt gleichermaßen profitieren“.

## Österreich
Die folgende Aufstellung Klimaschädlicher Subventionen in Österreich beruht auf einer WIFO-Studie aus dem Jahr 2016 und der Veröffentlichung kontraproduktiver Anreize und Förderungen des Bundesministeriums für Nachhaltigkeit und Tourismus der Republik Österreich, veröffentlicht Anfang September 2019 auf dessen Website.
| Förderung und Begünstigungen                                                                                    | Stand 2017   |
| --- | ------------ |
| Vergünstigung des Dieselpreises                                                                                 | 640 Mio. €   |
| Vergütung für energieintensive Betriebe                                                                         | 400 Mio. €   |
| Verzicht auf Kerosinsteuer                                                                                      | 380 Mio. €   |
| Steuerbefreiung für nicht-energetische Verwendung fossiler Brennstoffe (beispielsweise als Plastik oder Dünger) | 300 Mio. €   |
| Flächenverbrauch durch Neubauförderung                                                                          | 275 Mio. €   |
| Pauschale Dienstwagenbesteuerung                                                                                | 225 Mio. €   |
| Verzicht auf Umsatzsteuer bei internationalen Flügen                                                            | 185 Mio. €   |
| Pendlerförderung                                                                                                | 171 Mio. €   |
| Befreiung von Verkehrsflächen von der Grundsteuer                                                               | 150 Mio. €   |
| Kilometergeld ohne ökologische Steuerwirkung                                                                    | 130 Mio. €   |
| Steuerbefreiung für Traktoren                                                                                   | 070 Mio. €   |
| Gesamtsumme (einschließlich weiterer kleinerer Förderungen)                                                     | ≈3,25 Mrd. € |

In einer Studie des WIFO von Dezember 2022 wurde erneut untersucht, welche Subventionen mit negativen Klimaeffekten es in Österreich gibt. 
Laut dieser Studie belief sich im Durchschnitt der letzten Jahre das Volumen der klimakontraproduktiven Förderungen in Österreich auf 4,0 bis 5,7 Mrd. €. Es ist also zu einer deutlichen Zunahme des Gesamtvolumens im Vergleich zur Studie aus 2016 gekommen, wenngleich eingeräumt werden muss, dass ein direkter Vergleich zu den Volumina aus der 2016er Studie nur eingeschränkt möglich ist, da einerseits die Anzahl der analysierten Förderungsmaßnahmen nicht gleich geblieben ist und andererseits teilweise auch andere methodische Zugänge für die Abschätzung des Förderungsvolumens gewählt wurden. Jedenfalls ist aber keine systematische Reform bzw. Reduktion im Bereich der Subventionstatbestände festzustellen. 
Auf den Unternehmensbereich entfallen knapp 63 % des Subventionsvolumens. Dies umfasst sämtliche Förderungen für Energieerzeugung und -nutzung sowie im Verkehrsbereich rund 70 % des Volumens aus der Begünstigung von Diesel sowie das gesamte Volumen aus der Befreiung von Schifffahrtsbetriebsstoffen sowie von Kerosin.
Bei dieser Betrachtung ergibt sich ein Anteil von rund 37 % für die privaten Haushalte. Dies betrifft durchwegs verkehrsbezogene Maßnahmen wie die Pendlerförderung oder die pauschale Dienstwagenbesteuerung.
Die Kernempfehlung zu klimaschädlichen Subventionen ist deren Abschaffung.

## Schweiz
Von öffentlicher Seite gibt es zu umweltschädigenden Subventionen in der Schweiz bislang den Bericht des Schweizerischen Bundesrates (2013), mit dem die Motion Studer Heiner (06.3190) von 2006 beantwortet wird. In diesem Bericht werden 22 Fehlanreize identifiziert und zehn mögliche Reformmaßnahmen diskutiert. Dem Bericht liegt folgende Definition zugrunde: «Eine Steuer oder Subvention enthält dann einen ökologischen Fehlanreiz, wenn davon ausgegangen werden kann, dass sie – im Sinn einer Nebenwirkung – umweltschädigendes Verhalten begünstigt (und damit negative Auswirkungen auf einen oder mehrere Umweltbereiche zur Folge hat).» (Schweizerischer Bundesrat 2013, S. 8). Eine Gesamtsumme der Steuern und Subventionen mit solchen Fehlanreizen wurde nicht errechnet.

### Biodiversitätsschädigende Subventionen in der Schweiz
In der Strategie Biodiversität Schweiz (2012) ist festgehalten, dass «Negative Auswirkungen von bestehenden finanziellen Anreizen auf die Biodiversität […] bis 2020 auf[zu]zeigen und wenn möglich [zu] vermeiden [sind]. Wo sinnvoll werden neue positive Anreize geschaffen.» S. 61. Das Vorgehen dazu wurde im Schweizer Aktionsplan Biodiversität (2017) festgelegt (Punkt 4.2.4).
2020 veröffentlichten die Eidgenössische Forschungsanstalt WSL und die Akademie der Naturwissenschaften Schweiz eine umfangreiche Studie zu biodiversitätsschädigenden Subventionen in der Schweiz. Die verwendete Definition basiert auf Valsecchi et al. 2009 und lautet: «Biodiversitätsschädigende Subventionen vergünstigen die Produktion oder den Konsum und erhöhen damit den Verbrauch natürlicher Ressourcen. Sie führen zu Verschmutzung, Störung sowie Verlust von Lebensräumen und darin lebender Arten sowie ihrer Vielfalt.»
Es wurden 162 biodiversitätsschädigende Subventionen in acht Bereichen (Verkehr, Landwirtschaft, Forstwirtschaft, Energie, Siedlung, Tourismus, Abwasserentsorgung, Hochwasserschutz) identifiziert. Die jährliche Summe dieser Subventionen und Fehlanreize beträgt mindestens CHF 40 Mrd. Die Studie erfasst Subventionen auf Bundesebene und exemplarisch auch auf kantonaler und kommunaler Ebene.
In der Studie wurden vier Kategorien von Subventionen berücksichtigt: On-budget Subventionen (z. B. Abgeltungen), Off-budget Subventionen (z. B. Steuererlasse), implizite Subventionen (z. B. nicht internalisierte externe Kosten, Quersubventionen) sowie einzelne (acht) finanzielle Fehlanreize.
| Bereich                       | Identifizierte Summe (Mio. CHF) | Quantifizierter Anteil der identifizierten biodiversitätsschädigenden Subventionen* |
| Verkehr                       | 26’079                          | 76 %                                                                                |
| Landwirtschaft                | 7’608                           | 100 %                                                                               |
| Forstwirtschaft               | 340                             | 100 %                                                                               |
| Siedlungsentwicklung          | 3’567                           | 32 %                                                                                |
| Energieproduktion und -konsum | 1’729                           | 52 %                                                                                |
| Tourismus                     | 374                             | 100 %                                                                               |
| Abwasserentsorgung            | 500                             | 25 %                                                                                |
| Hochwasserschutz              | 200                             | 70 %                                                                                |

* Anteil der Gesamtzahl erfasster Subventionen, für die finanzielle Summen identifiziert wurden.

## Diskussion

### Allgemeine Kritik an Subventionen
Obwohl Argumente gegen Subventionen schon lange und politisch hochrangig vorgetragen werden, scheitert es oft an der Umsetzung. 2019 hat beispielsweise die Organisation für wirtschaftliche Zusammenarbeit und Entwicklung (OECD) in ihrem Bericht Going for Growth empfohlen, dass Regierungen stärker von ökologischen Steuern Gebrauch machen, Agrarsubventionen abbauen und Steuervergünstigungen streichen, die der Umwelt schaden. Auch der UN-Generalsekretär António Guterres hat sich gegen Subventionen für fossile Brennstoffe ausgesprochen.
Die Friedrich Ebert Stiftung (FES) belegt, dass regelmäßig langfristige Vorteile des Subventionsabbaus anerkannt sind, sich aber kurzfristige Argumente durchsetzen. Die FES verweist deshalb auf das Beispiel Niederlande, wo durch die Entwicklung langfristiger Politikziele Argumente gegen den Abbau von Subventionen entkräftet werden konnten und das Beispiel Neuseeland, wo durch die Integration des Subventionsabbaus in eine langfristige Gesamtstrategie Widerstände reduziert werden konnten.
Kritiker vertreten allerdings die Ansicht, dass eine Kosten-Nutzen-Analyse negativ ausfällt und die politischen Ziele nicht bzw. nicht mehr erreicht werden. Die Subventionen würden unter anderem wegen Rent-seeking mittels Lobbyismus gewährt.
Der Umwelt-Thinktank FÖS hat im Auftrag von Greenpeace untersucht, wo und wie die Bundesregierung leicht ansetzen könnte, um Subventionen und CO2-Emissionen zu mindern und dabei als besonders klimaschädliche Subventionen unter anderem folgende aufgelistet: Ausnahmen beim Strompreis für die Industrie, die Steuerbefreiung für Kerosin, Energiesteuervergünstigungen beim Diesel, ein reduzierter Mehrwertsteuersatz auf tierische Produkte, die Entfernungspauschale und die Mehrwertsteuerbefreiung für internationale Flüge. Im April 2025 hat der deutsche Bundesrechnungshof den Abbau von umwelt- oder klimaschädliche Steuervergünstigungen gefordert und unter anderem vorgeschlagen, die Dieselsubventionen abzuschaffen.

### Die Frage der Umweltschädlichkeit
Subventionen oder Steuererleichterungen, die aus anderen als umweltpolitischen Zielen gewährt werden, sind teils stark diskutiert. Steuerbefreiungen für den Luftverkehr, die Dienstwagenbesteuerung, die Entfernungspauschale, die Begünstigung von Dieselkraftstoff gegenüber Benzin sowie die Steinkohlesubventionen werden in Berichten zu umweltschädlichen Subventionen genannt.
In Dänemark ist der Einbau von Ölheizungen in Neubauten verboten und auch in Bestandsbauten nicht erlaubt, sofern Fernwärme zur Verfügung steht. Anfang 2017 gab es anlässlich der Veröffentlichung des UBA-Berichts eine Diskussion um die MwSt-Vergünstigung im Umfang von 5,2 Mrd. Euro für Fleisch und Wurstwaren. Auch in der Schweiz werden Subventionen für die Fleischwirtschaft kritisiert, u. a. vom Gottlieb Duttweiler Institut.
Um die Situation in Fließgewässern zu verbessern, fordert der WWF Österreich eine Verhinderung von gewässer- und artenschädigender Subventionen in Zusammenhang mit Ökostrom-, land- und forstwirtschaftlichen Förderungen etc.

### Kritik an der Subventionsberichterstattung in Österreich
Die Veröffentlichung der Liste klimaschädlicher Subventionen seitens des Ministeriums wäre bereits im Juni 2019 fällig gewesen, so Greenpeace Österreich in einer Aussendung vom 1. Juli 2019. Die Direktorin und die Pressesprecherin der Umweltorganisation übten heftige Kritik nicht nur an der Verzögerung der Publikation, sondern auch an der Klimapolitik der österreichischen Bundesregierung.